# Centrum mot rasism
Centrum mot rasism (CMR) är en ideell förening. Föreningen, som har varit  en paraplyorganisation med drygt hundra medlemsorganisationer, grundades år 2003. Den första ordföranden var Stig Wallin från Fem i tolv-rörelsen. Han efterträddes av politikern Yvonne Ruwaida. Under senare år (mars 2017) tycks verksamheten ha varit vilande.
Centrum mot rasism arbetade mot rasism och all former av diskriminering, främlingsfientlighet, homofobi, antisemitism, islamofobi och antiziganism. Organisationen drev sin verksamhet med projektbidrag från huvudsakligen Ungdomsstyrelsen. När sådana bidrag upphörde, hade det negativ inverkan på föreningens aktivitetsnivå.
Centrum mot rasism har haft två webbplatser som inte längre är aktiva – dels en webbplats för verksamheten, www.centrummotrasism.nu, dels kunskapsbanken www.sverigemotrasism.se. Under 2006 drev Centrum mot rasism kampanjen Ett Sverige för oss alla där frivilligorganisationer i stora delar av Sverige engagerade sig i arbetet mot diskriminering.
I april 2005 uppmärksammades Centrum mot rasism sedan föreningen kritiserat reklamen för glassen Nogger Black för att vara rasistisk, vilket ledde till ifrågasättande i många medier av verksamhetens seriositet. Senare (i juli 2005) uppmärksammades Centrum mot rasism i en artikelserie i Svenska Dagbladet, som kritiserade ledningen och dess sätt att hantera ekonomin, och integrationsminister Jens Orback signalerade för en utredning av verksamheten. År 2005 uppgavs Afrosvenskarnas riksförbund (ASR) ha en ledande roll i CMR efter en granskning gjord av Svenska Dagbladet. Samma granskning visade att av de 359 föreningar som deltog i bildandet av centret fanns år 2005 bara 91 kvar, en dryg fjärdedel. Under 2006 avskedades den dåvarande verksamhetschefen Amina Ek. Detta ledde dock även till kritik riktad mot Yvonne Ruwaida, och efter förhandling av fackförbundet SKTF tvingades CMR senare att ta tillbaka avskedandet av Ek och istället köpa ut henne.
I en uppmärksammad händelse såg Nyamko Sabuni (L) kort efter sin utnämning till minister till att statsbidraget på 5,5 miljoner kronor till Centrum mot rasism, där hennes farbror Mkyabela Sabuni arbetade som verksamhetschef, drogs in. Hon ansåg att CMR hade misslyckats med sitt uppdrag att driva opinion i frågor som rör rasism och främlingsfientlighet.
2009 ändrade Karlstads kommuns stadsbyggnadsnämnd namnet på kvarteret Negern i området Tingvallastaden sedan Centrum mot rasism hade protesterat mot ett namn som kunde uppfattas som fördomsfullt och rasistiskt. Kvartersnamnet Negern hade tillkommit 1866 i samband med återuppbyggnaden av staden efter en härjande brand året innan.

## CMR-priset
Sedan 2005 delar Centrum mot rasism ut ett årligt pris CMR-priset. Prissumman är på 30 000 kronor.
Pristagare
- 2005  Expo och Asylgruppen i Skåne
- 2006 K.G. Hammar
- 2008 Mariam Osman Sherifay